# Jakub Jeřábek
Jakub Jeřábek (* 12. května 1991 Plzeň, Československo) je český hokejový obránce.

## Kariéra

### Začátky v Plzni
Jakub Jeřábek hrál od dětství v Plzni, kde prošel všemi věkovými kategoriemi. V české extralize debutoval v sezóně 2008/09, kdy mu bylo 17 let a sehrál tam 2 zápasy. V té sezóně hrál také ve 4 zápasech na hostování v Berouně, kde hrál v 1. české lize. V sezóně 2009/10 už hrál za Plzeň ve 37 zápasech české extraligy a od sezony 2010/2011 byl základním kamenem sestavy HC Škoda Plzeň se kterou v sezoně 2012/2013 vyhrál titul. V Plzni poté zůstal další 3 roky.

### KHL
Sezonu 2016/2017 odehrál za Viťaz Podolsk v KHL, tam byl jedním z nejproduktivnějších hráčů celé ligy a další rok se vydal do severoamerické NHL, kde si ho vybral Montreal Canadiens.

### NHL
Své premiéry se v této lize dočkal poměrně brzy, 22. listopadu 2017 proti Nashville Predators kde si vedl nad očekávání dobře. „Skvělá zkušenost, fakt jsem si to užil“ řekl po zápase. V dresu Montrealu se 17. ledna 2018 dočkal i svého premiérovému gólu v NHL, proti Bostonu, Montreal tehdy padl 1:4. 20. února 2018 byl vyměněn do Washingtonu Capitals, s tím společně s Michalem Kempným a Jakubem Vránou získal Stanley Cup. Bohužel ale nenastoupil k potřebnému počtu zápasů v základní části a ani jednou ve finále, takže se jeho jméno na poháru nenachází. Capitals s Jeřábkem po sezóně nepodepsali novou smlouvu a jakožto volného agenta jej podepsali Edmonton Oilers, odkud byl ještě před sezónou vyměněn do St. Louis Blues.

### Návrat do KHL
Po sezoně 2018/2019 kterou strávil na farmě v AHL se rozhodl vrátit zpět do KHL, podepsal roční smlouvu s Viťaz Podolsk.

### Reprezentace
Jeřábek reprezentoval od sezóny 2006–07 Českou republiku v mladších kategoriích a od sezóny 2008–09 reprezentoval v juniorské reprezentaci. Účastnil se MS do 18 let v roce 2009 a MS juniorů v letech 2010 a 2011.
Zúčastnil se Mistrovství světa v ledním hokeji 2016 a 2017.

## Ocenění a úspěchy
- 2011 MSJ – Top tří hráčů v týmu
- 2016 ČHL – Nejlepší obránce
- 2016 ČHL – Nejlepší nahrávač mezi obránci
- 2016 ČHL – Nejproduktivnější obránce
- 2016 ČHL – Nejvytíženější hráč na ledě
- 2017 KHL – Utkání hvězd KHL
- 2017 KHL – První All-Star Tým

## Prvenství

### ČHL
- Debut – 14. prosince 2008 (HC Vítkovice Steel proti HC Lasselsberger Plzeň)
- První asistence – 18. září 2009 (BK Mladá Boleslav proti HC Plzeň 1929)
- První gól – 5. listopadu 2010 (HC Plzeň 1929 proti HC Vítkovice Steel, českému brankáři Romanu Málkovi)

### KHL
- Debut – 27. srpna 2016 (Admiral Vladivostok proti HK Viťaz Moskevská oblast)
- První asistence – 27. srpna 2016 (Admiral Vladivostok proti HK Viťaz Moskevská oblast)
- První gól – 23. září 2016 (HK Viťaz Moskevská oblast proti HK Sibir Novosibirsk, českému brankáři Alexander Salák)

### NHL
- Debut – 22. listopadu 2017 (Nashville Predators proti Montreal Canadiens)
- První asistence – 15. ledna 2018 (Montreal Canadiens proti New York Islanders)
- První gól – 17. ledna 2018 (Boston Bruins proti Montreal Canadiens, finskému brankáři Tuukka Rask)

## Klubové statistiky
| Sezóna       | Klub                        | Soutěž       |     | Základní část | Základní část | Základní část | Základní část | Základní část |   | Play off | Play off | Play off | Play off | Play off |
| Sezóna       | Klub                        | Soutěž       | Z   | G             | A             | B             | TM            | Z             | G | A        | B        | TM       |          |          |
| 2007–08      | HC Lassersberger Plzeň jun. | ČHL-20       | 29  | 3             | 11            | 14            | 26            | —             | — | —        | —        | —        |          |          |
| 2008–09      | HC Lassersberger Plzeň jun. | ČHL-20       | 40  | 8             | 20            | 28            | 32            | 5             | 0 | 3        | 3        | 8        |          |          |
| 2008–09      | HC Lasselsberger Plzeň      | ČHL          | 2   | 0             | 0             | 0             | 2             | —             | — | —        | —        | —        |          |          |
| 2008–09      | HC Berounští Medvědi        | 1.ČHL        | 4   | 0             | 1             | 1             | 6             | —             | — | —        | —        | —        |          |          |
| 2009–10      | HC Plzeň 1929 jun.          | ČHL-20       | 12  | 4             | 12            | 16            | 6             | 4             | 1 | 2        | 3        | 8        |          |          |
| 2009–10      | HC Plzeň 1929               | ČHL          | 37  | 0             | 2             | 2             | 22            | 2             | 0 | 0        | 0        | 2        |          |          |
| 2010–11      | HC Plzeň 1929 jun.          | ČHL-20       | 3   | 0             | 2             | 2             | 0             | —             | — | —        | —        | —        |          |          |
| 2010–11      | HC Plzeň 1929               | ČHL          | 41  | 1             | 6             | 7             | 20            | 4             | 0 | 1        | 1        | 2        |          |          |
| 2010–11      | Slovan Ústečtí Lvi          | 1.ČHL        | 2   | 0             | 0             | 0             | 2             | —             | — | —        | —        | —        |          |          |
| 2011–12      | HC Škoda Plzeň              | ČHL          | 32  | 1             | 3             | 4             | 22            | 10            | 0 | 2        | 2        | 6        |          |          |
| 2011–12      | Piráti Chomutov             | 1.ČHL        | 4   | 0             | 0             | 0             | 2             | —             | — | —        | —        | —        |          |          |
| 2011–12      | SK Kadaň                    | 1.ČHL        | 11  | 1             | 4             | 5             | 8             | —             | — | —        | —        | —        |          |          |
| 2012–13      | HC Škoda Plzeň              | ČHL          | 49  | 2             | 6             | 8             | 44            | 17            | 1 | 3        | 4        | 12       |          |          |
| 2013–14      | HC Škoda Plzeň              | ČHL          | 47  | 1             | 12            | 13            | 24            | 6             | 0 | 1        | 1        | 12       |          |          |
| 2014–15      | HC Škoda Plzeň              | ČHL          | 48  | 7             | 25            | 32            | 40            | 4             | 0 | 3        | 3        | 8        |          |          |
| 2015–16      | HC Škoda Plzeň              | ČHL          | 52  | 4             | 29            | 33            | 56            | 11            | 0 | 5        | 5        | 20       |          |          |
| 2016–17      | HK Viťaz                    | KHL          | 59  | 5             | 29            | 34            | 56            | 4             | 1 | 1        | 2        | 8        |          |          |
| 2017–18      | Laval Rocket                | AHL          | 17  | 1             | 10            | 11            | 16            | —             | — | —        | —        | —        |          |          |
| 2017–18      | Montreal Canadiens          | NHL          | 25  | 1             | 3             | 4             | 6             | —             | — | —        | —        | —        |          |          |
| 2017–18      | Washington Capitals         | NHL          | 11  | 1             | 3             | 4             | 0             | 2             | 0 | 1        | 1        | 2        |          |          |
| 2018–19      | St. Louis Blues             | NHL          | 1   | 0             | 0             | 0             | 2             | —             | — | —        | —        | —        |          |          |
| 2018–19      | San Antonio Rampage         | AHL          | 52  | 6             | 9             | 15            | 28            | —             | — | —        | —        | —        |          |          |
| 2019–20      | HK Viťaz                    | KHL          | 53  | 10            | 16            | 26            | 38            | 4             | 0 | 1        | 1        | 2        |          |          |
| 2020–21      | HK Viťaz                    | KHL          | 46  | 6             | 12            | 18            | 24            | —             | — | —        | —        | —        |          |          |
| 2021–22      | HK Spartak Moskva           | KHL          | 39  | 3             | 4             | 7             | 10            | 5             | 0 | 0        | 0        | 8        |          |          |
| 2022–23      | HC Oceláři Třinec           | ČHL          | 52  | 4             | 23            | 27            | 22            | 21            | 3 | 8        | 11       | 6        |          |          |
| 2023–24      | HC Oceláři Třinec           | ČHL          | 51  | 5             | 30            | 35            | 14            | —             | — | —        | —        | —        |          |          |
| 2024–25      | HC Oceláři Třinec           | ČHL          | 23  | 1             | 7             | 8             | 4             | 1             | 0 | 0        | 0        | 0        |          |          |
| Celkem v KHL | Celkem v KHL                | Celkem v KHL | 197 | 24            | 61            | 85            | 128           | 13            | 1 | 2        | 3        | 18       |          |          |
| Celkem v NHL | Celkem v NHL                | Celkem v NHL | 37  | 2             | 6             | 8             | 8             | 2             | 0 | 1        | 1        | 2        |          |          |

## Reprezentace
| Rok                       | Tým                       | Soutěž                    | Z  | G | A | B  | TM |
| ------------------------- | ------------------------- | ------------------------- | -- | - | - | -- | -- |
| 2009                      | Česko 18                  | MS-18                     | 6  | 1 | 1 | 2  | 22 |
| 2010                      | Česko 20                  | MSJ                       | 6  | 1 | 1 | 2  | 0  |
| 2011                      | Česko 20                  | MSJ                       | 6  | 1 | 7 | 8  | 4  |
| 2016                      | Česko                     | MS                        | 8  | 0 | 5 | 5  | 2  |
| 2017                      | Česko                     | MS                        | 8  | 0 | 2 | 2  | 4  |
| 2022                      | Česko                     | OH                        | 4  | 0 | 0 | 0  | 4  |
| Juniorská kariéra celkově | Juniorská kariéra celkově | Juniorská kariéra celkově | 18 | 3 | 9 | 12 | 26 |
| Seniorská kariéra celkově | Seniorská kariéra celkově | Seniorská kariéra celkově | 20 | 0 | 7 | 7  | 10 |